# Hard Knott
Der Hard Knott ist ein Berg im Lake District, Cumbria, England. Der Hard Knott liegt zwischen dem Eskdale Tal und dem Duddon Valley und begrenzt den Hardknott Pass nach Norden.
Der Hard Knott hat eine Schartenhöhe von 154 m bei einer Gesamthöhe von 549 m und ist ein Marilyn.
Es ist möglich, den Hard Knott von Hardknott-Pass aus zu besteigen; es bietet sich aber an, den Berg von Eskdale aus in Verbindung mit dem Harter Fell auf der südlichen Seite des Passes zu besteigen und so einen Rundweg zu wandern.

## Hardknott Roman Fort

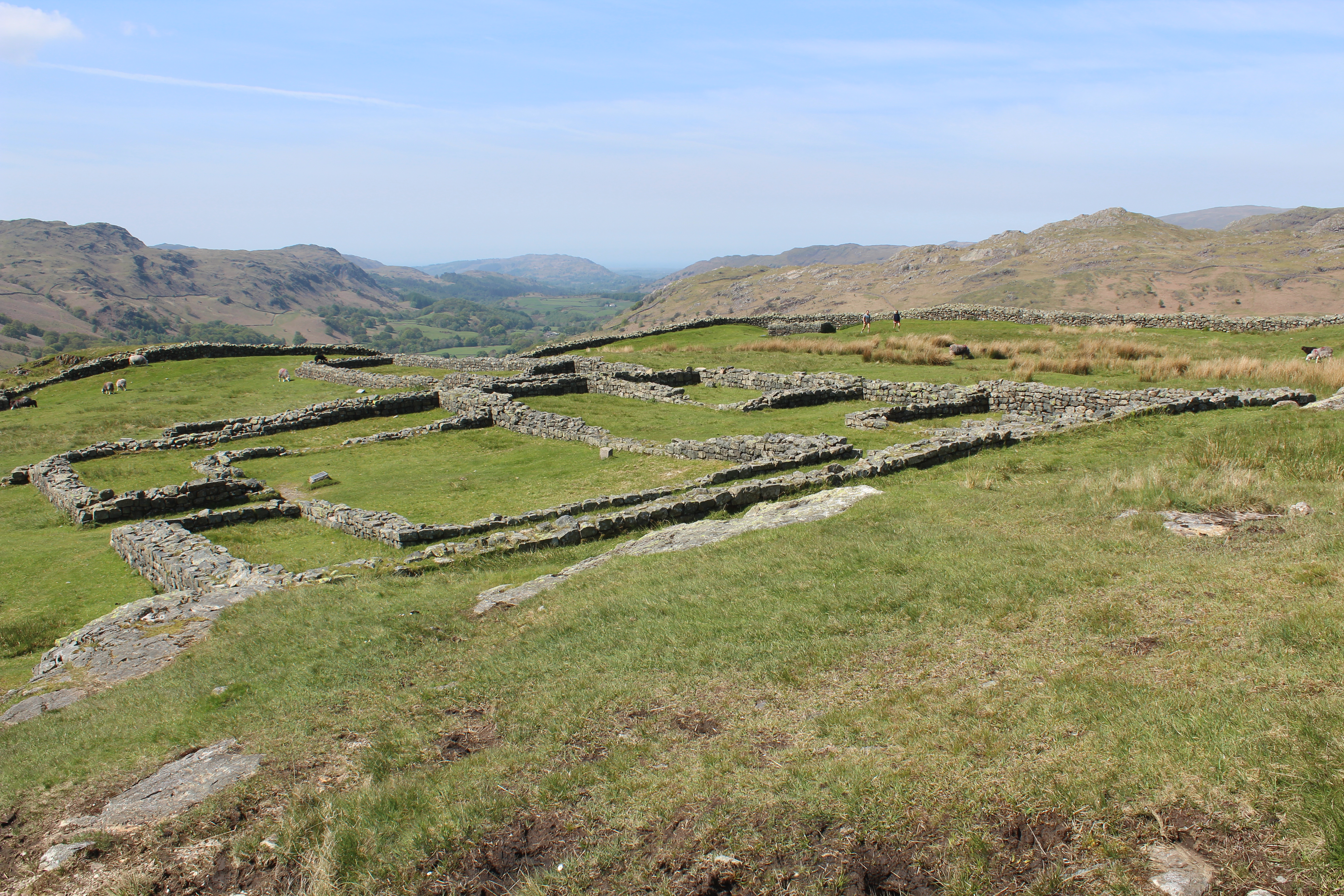
Principia (Stabsgebäude), Hardknott Roman Fort

Auf einer Höhe von 200 m an der westlichen Flanke des Berges in Richtung Eskdale liegen die Überreste eines römischen Lagers. Das Hardknott Roman Fort (oder auch Mediobogdum und gelegentlich Hardknott Castle) wurde unter dem römischen Kaiser Hadrian zwischen 120 und 138 n. Chr. erbaut. Das Fort wurde bald nach seiner Erbauung unter dem Eindruck der römischen Expansion nach Schottland aufgegeben. Doch ab circa 200 n. Chr. wurde das Fort wieder in Benutzung genommen und dann ununterbrochen bis zum Ende des 4. Jahrhunderts genutzt.
Das Fort sollte die Straße sichern, die vom römischen Hafen bei Ravenglass zum römischen Fort bei Ambleside über den Hardknott Pass führte.
Die Überreste im Inneren des Fort, die man heute noch sehen kann, stammen von den Offiziersunterkünften sowie einem Getreidelager. Auch Reste eines Badehauses sind erkennbar. Die Unterkünfte der Soldaten sind nicht mehr sichtbar.
Ein Exerzierplatz liegt etwa 200 m östlich des Lagers.
Das Land auf dem das Lager steht gehört dem National Trust. Die Anlage selbst wird von English Heritage verwaltet.